# Palatin (Ungarn)
Das Amt des Palatin (lateinisch comes palatii, comes palatinus,  später: palatinus (regni);  ungarisch nádorispán/nádor; slowakisch nádvorný župan / nádvorný špán,  später: palatín / nádvorník, kroatisch palatin oder dvorjanik) war während der gesamten Existenz des Königreichs Ungarn das nominell höchste Amt im Königreich.
Das entsprechende Amt wurde höchstwahrscheinlich im 10. oder 11. Jahrhundert nach dem Vorbild Großmährens übernommen. Ursprünglich war der Palatin der Verwalter des königlichen Hofes, ab dem Ende des 12. Jahrhunderts war er der Vertreter des Königs, insbesondere als oberster Richter (vor allem auf dem Land). Ab dem Ende des 14. Jahrhunderts war er auch königlicher Statthalter. Im Mittelalter wurde der Palatin auf Zeit bestellt (vom König vorgeschlagen, vom Landtag gebilligt), ab 1526 lebenslang. Im 16. bis 18. Jahrhundert war er unter anderem auch Vorsitzender des Landtages. Erzherzog Stefan von Österreich legte das Amt des Palatins 1848 nieder, danach wurde es nicht mehr ausgeübt.

## Liste der Palatine
(unvollständig)

### Herrschaft der Árpáden
Die Árpáden waren die erste Herrscherfamilie Ungarns, deren Angehörige das Land von 1001 bis 1301 als Könige regierten.
- Sámuel Aba (vor 1041)
- Heidrich aus der Familie der Héder (1162–1164)
- Heinrich II. aus der Familie der Herren von Güns (um 1260)
- Amadeus Aba (1288–1289, 1290–1291, 1293, 1295–1296, 1297–1298, 1299–1301)

### Herrschaft der Anjou
Das (ältere) Haus Anjou war eine Nebenlinie der Familie der Kapetinger. Sie stammt von Karl Stephan von Frankreich (* 1226, † 1285) ab.
- Nikola Kont Iločki (1356–1367)
- Wladislaus II. von Oppeln (1367–1372)
- Miklós (Nikolaus) Széchy (1385–1386)

### Phase abwechselnder Königshäuser
| Name                | Ungarischer Name     | Geschlecht | von  | bis  | Herrscher Ungarns                       | Anmerkungen |
| ------------------- | -------------------- | ---------- | ---- | ---- | --------------------------------------- | ----------- |
| Stephan Lacković    | Lackfi István        | Lacković   | 1387 | 1392 | Maria I.                                |             |
| Leustachius Jolsvai | Jolsvai Leusták      | Jolsvai    | 1392 | 1397 | Maria I.; Karl II., Sigismund           |             |
| Detre Bebek         | Bebek Detre          | Bebek      | 1397 | 1402 | Sigismund                               |             |
| Nikolaus Garai      | Garai Miklós         | Garai      | 1402 | 1433 | Sigismund                               |             |
| Matthäus Pálóczy    | Pálóczy Máté         | Pálóczy    | 1435 | 1437 | Sigismund                               |             |
| Lorenz Hédervári    | Hédervári Lőrinc     | Hédervári  | 1437 | 1447 | Albert; Wladislaus I.                   |             |
| Ladislaus Garai     | Garai László         | Garai      | 1447 | 1458 | Ladislaus V.                            |             |
| Michael Ország      | Guthi Országh Mihály | Ország     | 1458 | 1484 | Matthias I.                             |             |
| Emmerich Zápolya    | Szapolyai Imre       | Zápolya    | 1486 | 1487 | Matthias I.                             |             |
| Stephan Zápolya     | Szapolyai István     | Zápolya    | 1492 | 1499 | Ladislaus II.                           |             |
| Péter Geréb         | Geréb Péter          | Geréb      | 1500 | 1503 | Ladislaus II.                           |             |
| Emmerich Perényi    | Perényi Imre         | Perényi    | 1504 | 1519 | Ladislaus II.; Ludwig II.               |             |
| Stephan Báthory     | Báthori István       | Báthory    | 1519 | 1523 | Ludwig II.                              |             |
| Stephan Báthory     | Báthori István       | Báthory    | 1524 | 1525 | Ludwig II.                              |             |
| Stephan Werbőczy    | Werbőczy István      | Werbőczy   | 1525 | 1526 | Ludwig II.                              |             |
| Stephan Báthory     | Báthori István       | Báthory    | 1526 | 1530 | Johann Zápolya; Gegenkönig Ferdinand I. |             |

### Türkenkriege und Teilung
Ludwig II. fiel 1526 in der Schlacht bei Mohács. Nach einem anschließenden Bürgerkrieg (1527–1538) zwischen den Habsburgern und Johann Zápolya sowie der Eroberung Budas durch die Türken (1541) verlor das Königreich Ungarn einen Teil seines Gebiets an das Osmanische Reich (vgl. Sultane des Osmanischen Reichs), einen anderen an das unter osmanischer Oberhoheit stehende Fürstentum Siebenbürgen (vgl. Fürsten von Transsilvanien). Der Rest des Königreiches wurde unter der Bezeichnung „Königliches Ungarn“ Teil des Habsburgerreiches. Erst 1691, definitiv dann im Frieden von Karlowitz 1699 und 1718, wurde das Königreich Ungarn unter habsburgischer Oberhoheit wiedervereinigt.
| Name                | Ungarischer Name   | Geschlecht | von  | bis  | Herrscher Ungarns                                                          | Anmerkungen |
| ------------------- | ------------------ | ---------- | ---- | ---- | -------------------------------------------------------------------------- | ----------- |
| Johann Bánffy       | Bánffy Janos       | Bánffy     | 1530 | 1533 | Johann Zápolya; Gegenkönig Ferdinand I.                                    |             |
| kein Palatin        |                    |            | 1533 | 1554 | Johann Zápolya bis 1540, Johann Sigismund Zápolya; Gegenkönig Ferdinand I. |             |
| Thomas III. Nádasdy | Nádasdy III. Tamás | Nádasdy    | 1554 | 1562 |                                                                            |             |
| kein Palatin        |                    |            | 1562 | 1608 |                                                                            |             |
| Stephan Illéshazy   | Illésházy István   | Illésházy  | 1608 | 1609 |                                                                            |             |
| Georg Thurzo        | Thurzó György      | Thurzó     | 1609 | 1616 |                                                                            |             |
| Sigmund Forgách     | Forgách Zsigmond   | Forgách    | 1618 | 1621 |                                                                            |             |
| Stanislaus Thurzó   | Thurzó Szaniszló   | Thurzó     | 1622 | 1625 |                                                                            |             |
| Nikolaus Esterházy  | Esterházy Miklós   | Esterházy  | 1625 | 1645 |                                                                            |             |
| Johann Drašković    | Draskovits János   | Drašković  | 1646 | 1648 |                                                                            |             |
| Paul Pálffy         | Pálffy Pál         | Pálffy     | 1649 | 1653 |                                                                            |             |
| Franz Wesselényi    | Wesselényi Ferenc  | Wesselényi | 1655 | 1667 |                                                                            |             |
| kein Palatin        |                    |            | 1668 | 1681 |                                                                            |             |

### Wiedervereinigtes Ungarn in der Habsburgermonarchie
| Name                        | Ungarischer Name                      | Geschlecht          | von  | bis  | Herrscher Ungarns                                  | Anmerkungen                                                                  |
| --------------------------- | ------------------------------------- | ------------------- | ---- | ---- | -------------------------------------------------- | ---------------------------------------------------------------------------- |
| Paul Esterházy              | Esterházy Pál                         | Esterházy           | 1681 | 1713 | Leopold I. bis 1705, Joseph I. bis 1711, Karl III. |                                                                              |
| Nikolaus Pálffy             | Pálffy Miklós                         | Pálffy              | 1714 | 1732 | Karl III.                                          |                                                                              |
| kein Palatin                |                                       |                     | 1732 | 1741 | Karl III. bis 1740, Maria Theresia                 |                                                                              |
| Johann Pálffy               | Pálffy János                          | Pálffy              | 1741 | 1751 | Maria Theresia                                     |                                                                              |
| Ludwig Batthyány            | Batthyány Lajos                       | Batthyány           | 1751 | 1765 | Maria Theresia                                     |                                                                              |
| kein Palatin                |                                       |                     | 1765 | 1790 | Maria Theresia bis 1780, Joseph II.                |                                                                              |
| Erzherzog Alexander Leopold | Sándor Lipót főherceg                 | Habsburg-Lothringen | 1790 | 1795 | Leopold II. bis 1792, Franz I.                     |                                                                              |
| Erzherzog Joseph Anton      | József Antal főherceg (József nádor)  | Habsburg-Lothringen | 1796 | 1847 | Franz I. bis 1835, Ferdinand V.                    |                                                                              |
| Erzherzog Stefan Franz      | István Ferenc főherceg (István nádor) | Habsburg-Lothringen | 1847 | 1848 | Ferdinand V., Franz Joseph I.                      | legte das Amt der Palatins 1848 nieder, danach wurde es nicht mehr ausgeübt. |